# 函館北郵便局
函館北郵便局（はこだてきたゆうびんきょく）は北海道函館市にある郵便局。民営化前の分類では集配普通郵便局であった。

## 概要
住所：〒041-8799 北海道函館市美原2-13-21

### 併設施設
- ゆうちょ銀行函館店（札幌支店函館出張所）：取扱店番号941180

## 沿革
- 1976年（昭和51年）10月18日 - 函館北郵便局として、函館市赤川通町に開局[1]。
- 1998年（平成10年）9月1日 - 外国通貨の両替および旅行小切手の売買に関する業務取扱を開始。
- 2007年（平成19年）10月1日 - 民営化に伴い、併設された郵便事業函館北支店、ゆうちょ銀行函館店に一部業務を移管。
- 2011年（平成23年）10月11日 - 「041-0813、0821、0822、0851」区域の集配業務を郵便事業函館支店に、「041-0841、0843、0844」区域の集配業務を郵便事業函館東支店に、それぞれ移管。
- 2012年（平成24年）10月1日 - 日本郵便株式会社の発足に伴い、郵便事業函館北支店を函館北郵便局に統合。

## 取扱内容

### 函館北郵便局
- 郵便、印紙、ゆうパック、内容証明
- 生命保険、バイク自賠責保険、自動車保険
- 函館市内の一部（〒041-08XX（041-0813、0821、0822、0841、0843、0844、0851を除く））地域の集配業務
- ゆうゆう窓口

### ゆうちょ銀行函館店
- 貯金、貸付、為替、振替、振込、国際送金、外貨両替、トラベラーズチェック、国債、投資信託、確定拠出年金、変額年金保険
- ATM

## 周辺
- 北海道道100号函館上磯線（産業道路）
- 北海道道347号赤川函館線
- ニトリ函館店
- ヤマダ電機テックランドNew函館本店
- イトーヨーカドー函館店
- MEGAドン・キホーテ函館店 - 長崎屋函館店として開店、後に業態転換
- びっくりドンキー神山店
- 函館東京海上日動ビルディング - 東京海上日動火災保険函館支社等が入居
- 北洋銀行美原支店
- 北海道銀行美原支店
- 函館市亀田支所 - 旧亀田市役所庁舎
- 北海道渡島合同庁舎 - 旧函館運転免許試験場跡地に建設、渡島総合振興局・北海道教育庁渡島教育局等が入居
- 函館地方気象台 - 旧函館海洋気象台
- 函館市立亀田中学校、函館市立中央小学校、函館市立鍛神小学校、函館市立神山小学校
- 北海道教育大学附属函館幼稚園、北海道教育大学附属函館小学校、北海道教育大学附属函館中学校、北海道教育大学附属特別支援学校
- 北大学力増進会函館本部
- 函館練成会本部

## アクセス
- JR函館本線・道南いさりび鉄道線 五稜郭駅から徒歩約38分
- 函館バス 中央小学校前停留所下車
- 駐車場あり：13台